# Sennaciulo
Sennaciulo est le journal de l'Association mondiale anationale (SAT). Il est rédigé en espéranto, langue de travail de l'association. Depuis 2008, son rythme de parution est bimestriel.
Le journal est né en 1924, soit trois ans après la création de l'association. Les thèmes qu'il aborde se situent dans le social et la politique, d'un point de vue mondial.
Traditionnellement, ce sont les membres de SAT qui rédigent ou traduisent les articles. Le journal contient également des informations des différentes fractions de l'association (Anarchistes, Pacifistes, Libres penseurs, LGBT, etc.) et sur l'organisation des congrès annuels, ainsi que des pages culturelles.

## Rédacteurs en chef
- oct. 1924- oct. 1925: Norbert Barthelmess
- nov. 1925 - dec. 1925: comité de rédaction de huit personnes, comprenant entre autres les communistes Otto Bässler et Richter, les anarchistes Arthur Lewin et Johanna Teichmann, deux sociaux-démocrates et deux sans-partis
- jan.-juin 1926: comité de rédaction de 6 personnes, sans les deux anarchistes démissionnaires
- juil.-août. 1926: Eŭgeno Lanti (Eugène Lanti)
- sept.-oct. 1926: Ivan Krestanov
- nov. 1926 - jan. 1928: Eugène Lanti
- fév. 1928 - 1939: Norbert Barthelmess
- 1939-1940: Bas Vels
- jan. 1946 - aoû. 1948: Lucien Bannier et Bas Vels
- sept. 1948 - déc. 1982: Norbert Barthelmess
- jan. 1983- déc. 2006: Kreŝimir Barkoviĉ
- jan. 2007 - juin 2007: Cirilo Orsinger
- juil. 2007 - juil. 2008: Kreŝimir Barkoviĉ
- aoû. 2008 - oct. 2011: Jakvo Schram
- nov. 2011 - juin 2014: Robin Beto